# Jean-Paul Montanari
 (juillet 2022).
 (juillet 2022).
Pour les articles homonymes, voir Montanari.
Jean-Paul Montanari, né le 5 décembre 1947 à Alger et mort le 25 avril 2025 à Montpellier,, est le directeur du Festival international Montpellier Danse de 1983 à 2024. 

## Biographie
Jean-Paul Montanari est issu d'une famille dont le grand-père est venu de Corse en Algérie vers 1910 en tant que garde forestier. Son père est comptable tandis que sa mère d'origine juive est née au pied de la casbah et officie en tant que giletière. Il a sept ans lorsque la guerre éclate sur sa terre natale. Jean-Paul grandit à Boufarik, dans la plaine agricole de la Mitidja où sa grande sœur et son mari travaillent dans une usine d'armement.
À l'âge de quinze ans, le 21 juin 1962, la famille arrive à l'aéroport de Marseille et migre à Lyon où il effectue une scolarité au Lycée Ampère. Il obtient un bac de philosophie, suivi d'une licence de lettres modernes, commence une maîtrise de lettres et étudie le chinois durant trois ans. Durant cette période, il découvre le cinéma et le théâtre : Planchon, Maréchal et plus tard Chéreau.

« En voyant la Bérénice de Planchon, interprétée par Francine Bergé et Sami Frey, j'ai su tout de suite que je ferai cela : du spectacle vivant »,.

Il découvre l'engagement politique avec le mouvement étudiant de Mai 68.
En 1975, il intègre l’équipe du Centre dramatique national de Lyon où il est chargé des relations avec le public. Il découvre la danse et, trois ans plus tard, il prend en main la programmation danse du Centre dramatique. Parmi les premiers chorégraphes invités se trouvent Brigitte Lefèvre, Maguy Marin, Quentin Rouillier et Dominique Bagouet dont il devient rapidement l’ami et le conseiller. 
En parallèle à ses activités au Centre dramatique de Lyon, Jean-Paul Montanari fonde le Groupe de libération homosexuel de Lyon (GLH, de 1975 à 1979) puis créera, au début des années 1980, avec Christian Tamet, Viva (festival de danses et de musiques extra-européennes) à Villeurbanne.
Sans cesse en réflexion sur la création, Jean-Paul Montanari occupe également pendant des années une place particulière de conseiller auprès de chorégraphes comme Régine Chopinot, Susan Buirge ou Hideyuki Yano. 
Lorsque Dominique Bagouet installe en 1980, à l’invitation de Georges Frêche alors maire de Montpellier, le Centre chorégraphique, il demande à Jean-Paul Montanari de s’occuper des relations avec la presse. Dès lors, l’histoire de la danse à Montpellier va être indissociable du nom de Montanari : à la naissance du Festival international Montpellier Danse, en 1981, il est assistant de Dominique Bagouet ; en 1983, il en devient le directeur général et s’installe définitivement dans la capitale languedocienne pour en ouvrir les portes aux artistes chorégraphiques.
Il restera très lié à Dominique Bagouet : « La mort de Dominique fut un grand choc. Nous étions tous les deux si liés sur le plan artistique, professionnel et amical. La disparition d’un créateur et d’un ami comme lui a créé un immense vide. Presque toutes les œuvres de Bagouet ont été créées au festival ».
Le Festival Montpellier Danse s’est, d’une part, développé avec le soutien et l’essor parallèle du Centre chorégraphique national, d’abord avec Dominique Bagouet puis Mathilde Monnier et aujourd'hui Christian Rizzo. L’histoire du Festival Montpellier Danse reste, d’autre part, indissociable des liens qui unissent Jean-Paul Montanari à Georges Frêche. En 1993, il est nommé chargé de mission pour les affaires culturelles au cabinet de Georges Frêche, poste qu’il gardera jusqu’en 1995.
Son engagement dans le développement culturel de sa ville se traduit aussi par le fait qu’il ait été l’un des premiers dans le monde du spectacle à associer sa ville à la lutte contre le sida, se démarquant par sa position progressiste envers le traitement pudique du problème de cette épidémie, qui toucha dès la fin des années 1980 bon nombre de danseurs et chorégraphes.
Jean-Paul Montanari devient en 1983 conseiller pour la danse à l’Opéra de Montpellier ; puis, en 1984, membre de la Commission d’attribution des subventions aux compagnies chorégraphiques du Ministère de la Culture (jusqu’en 1991). Entre-temps, il est nommé membre du Conseil supérieur de la danse (1991). En 1996, il prend en charge la saison danse qui est aujourd’hui la saison danse de l’Opéra national de Montpellier. En 2001, il quitte la direction du Zénith de Montpellier qu’il occupait depuis 1999, pour revenir se consacrer pleinement au festival et à la saison danse.
Depuis 2010, il dirige l’Agora, cité internationale de la danse, un lieu consacré à la danse unique en Europe réunissant tous les aspects du travail de la danse, de la création à la diffusion d’un spectacle. 
Il développe ses réflexions sur le corps et le désir ou encore sur le rôle de l’expression du corps qui est irréductible à l’expression de la parole. Sa démarche est aussi politique. En effet, pour lui, « tous les corps sont des corps politiques » ; et de développer « Ce n’est pas un hasard si on a vu de nombreux artistes et, parmi eux, beaucoup de danseurs, dans les luttes de soutien au Cambodge, à la Bosnie, aux sans-papiers, aux jeunes des quartiers. La vision de corps massacrés atteint tout le monde, mais le danseur est touché au corps ».

## Décorations
- Chevalier de l'ordre national du Mérite (14 mai 1998)
- Commandeur de l'ordre des Arts et des Lettres (17 octobre 2022)